# Scottish Professional Championship 1946 (Dezember)
Die Scottish Professional Championship 1946 war ein professionelles Snookerturnier zur Ermittlung des schottischen Profimeisters, das am 20. Dezember 1946 in der BA&CC Match Hall im schottischen Edinburgh ausgetragen wurde. Titelverteidiger R. C. T. Martin, der erst im März seinen Titel gewonnen hatte, wurde von Joe Camp herausgefordert, konnte aber seinen Titel mit einem 4:0-Sieg verteidigen. Wer das höchste Break spielte und wie viel Preisgeld es gab, ist unbekannt.

## Das Spiel
Die ersten drei Frames der Partie gingen recht klar an Martin, erst der vierte Frame wurde sehr knapp. Es waren im Endeffekt zwar nur sechs Punkte Vorsprung, doch letztendlich gewann Martin auch diesen Frame. Da das Spiel im Modus Best of 7 Frames ausgetragen wurde, verteidigte Martin so seinen Titel per whitewash.
| Finale: Best of 7 Frames BA&CC Match Hall, Edinburgh, Schottland, 20. Dezember 1946 |                |          |
| R. C. T. Martin                                                                     | 4:0            | Joe Camp |
| 55:34, 72:36, 53:35, 60:54                                                          |                |          |
| –                                                                                   | Höchstes Break | –        |
| –                                                                                   | Century-Breaks | –        |
| –                                                                                   | 50+-Breaks     | –        |